# سایوز تی‌ام-۱۳
سایوز-تی‌ام-۱۳ (به روسی: Союз )(به معنای اتحاد) یکی از مأموریت های اینترکسموس و سیزدهمین مأموریت سرنشین دار سازمان فضایی شوروی به سمت ایستگاه فضایی میر محسوب می شود. در طول این ماموریت ۲ فضاپیمای پشتیبانی پروگرس به ایستگاه متصل شد. همچنین این ماموریت حامل نخستین فضانورد ترک زبان اهل قزاقستان و نخستین فضانورد اهل اتریش به فضا نیز بود.

سایوز تی‌ام-۱۳ آخرین ماموریت فضایی روس ها با عنوان کشور شوروی بود که در میانه این ماموریت به فروپاشی اتحاد جماهیر شوروی انجامید، و متعاقباً کشور مستقل قزاقستان ایجاد گردید. سایوز-تی‌ام-۱۳ ازپایگاه فضایی بایکونور که در کشور قزاقستان قرار دارد به ایستگاه فضایی میر اعزام شد. روسیه این پایگاه را تا سال ۲۰۵۰ از قزاقستان اجاره کرده‌است.

## خدمه مأموریت
| شماره | نام                          | ملیت               | تعداد پرواز | نقش عملیاتی | تصویر |
| ۱     | الکساندر الکساندروویچ وولکوف | اتحاد جماهیر شوروی | ۳           | فرمانده     |       |
| ۲     | توکتار آوباکیروف             | قزاقستان           | ۱           | محقق فضایی  |       |
| ۳     | فرانتس فیبوک                 | اتریش              | ۱           | محقق فضایی  |       |